# Le Vibal
Le Vibal é uma comuna francesa na região administrativa de Occitânia, no departamento de Aveyron. Estende-se por uma área de 25,92 km². Em 2010 a comuna tinha 528 habitantes (densidade: 20,4 hab./km²).